# Fuerzas Especiales (México)
Las Fuerzas Especiales, también conocidos simplemente como FES (por su lema de Fuerza, Espíritu, Sabiduría) o Cuachicqueh / Quachics, es una unidad militar de  operaciones especiales de la Armada de México, oficialmente establecida en 2001. Actualmente forman parte del mando operacional conjunto de la UNOPES. Es la encargada de llevar a cabo operaciones encubiertas y de alto impacto para reducir la violencia en el país. 

## Historia
Sus orígenes se remontan al Batallón Aerotransportado de la Marina a principios de la década de 1990. Las misiones que desempeña la unidad se enfocan a operaciones especiales y operaciones anfibias, con el objetivo de proteger los intereses marítimos de la nación. 
Las unidades de Fuerzas Especiales de la Armada de México se crearon en 2001, siendo inicialmente dos: la FESGO (Fuerzas Especiales del Golfo), y la FESPA (Fuerzas Especiales del Pacífico), ambas destinadas para misiones de apoyo a las entonces recién creadas Fuerzas de Reacción Anfibias. En 2008 se formó el FESCEN (Fuerzas Especiales del Centro), con base en la capital del país, cuyo propósito es poner a disposición del Cuartel General del Alto Mando un agrupamiento de tropas especiales para misiones críticas. 
La FES está considerada entre las mejores unidades de operaciones especiales marítimas en el mundo, debido principalmente a su vasta experiencia en redadas contra el narcotráfico, las altas capacidades operativas y el alto grado de adiestramiento al que se encuentran sujetos sus operadores (en el interior de la nación y a través de cursos en el extranjero), el cual es usualmente proporcionado por otras unidades homólogas diferentes partes del mundo. 
Dentro de las FES, se destacan diferentes equipos de elite especializados en asalto, intervención y acción-directa, actualmente en uso continuo en operaciones de coadyuvancia en el mantenimiento del estado de derecho.

## Operaciones
Las operaciones que desarrolla está unidad de la Armada de México son de carácter confidencial, por lo que permanecen fuera del conocimiento público, hasta que no hayan sido realizadas, y difundidas por medios de comunicación como su participación en la Operación Cisne Negro, por parte del Equipo Roble con integrantes como la gárgola, Matus entre otros, dicha operación terminó con la captura del famoso líder del Cartel de Sinaloa Joaquín Guzmán Loera "El Chapo".   
Así mismo, el Equipo Puma llevó a cabo la Operación Barcina, la cual se hizo de conocimiento público a causa de un video grabado por un civil en donde se puede apreciar un Helicóptero Sikorsky UH-60 Black Hawk  haciendo uso de una M134 Minigun para ametrallar a sicarios de los Beltrán Leyva, la operación concluyó con la baja del capo Juan Francisco Patrón Sánchez "El H2".  
El curso de adiestramiento de la FES ha tenido una duración variable a lo largo de los años (desde 4 hasta 14 meses), dependiendo la calidad de adiestramiento y habilidades que desee el mando en su personal, sin embargo se sabe que en 2024 el curso de formación FES se ha estandarizado en una duración de 6 meses.  El nivel tan exigente de preparación impuesto a los aspirantes a la FES, hace que solo un porcentaje de aspirantes (generalmente 20% o menos), logren finalizar el curso.
Esta unidad es capaz de llevar a cabo guerra no convencional en medios aéreos, marítimos y terrestres, utilizando todos los medios de infiltración disponibles, desarrollando una gran variedad de incursiones y operaciones con el uso de técnicas de combate submarino, paracaidismo, descenso vertical, combate urbano, francotirador y manejo de explosivos. Son unidades muy bien organizadas, entrenadas y equipadas, con el fin de poseer una autonomía de operación en diversos escenarios: tierra, mar y aire. 
Asimismo, integrantes de esta unidad han sido entrenados por sus contrapartes en Estados Unidos, 
Actualmente la unidad cuenta con una baja cantidad de elementos en sus filas por lo que es difícil ver a estos elementos en operativos y los que son vistos están revueltos con tropas regulares como comandos o paracaidistas en España e Israel.